# Comunità Alta Valsugana e Bersntol

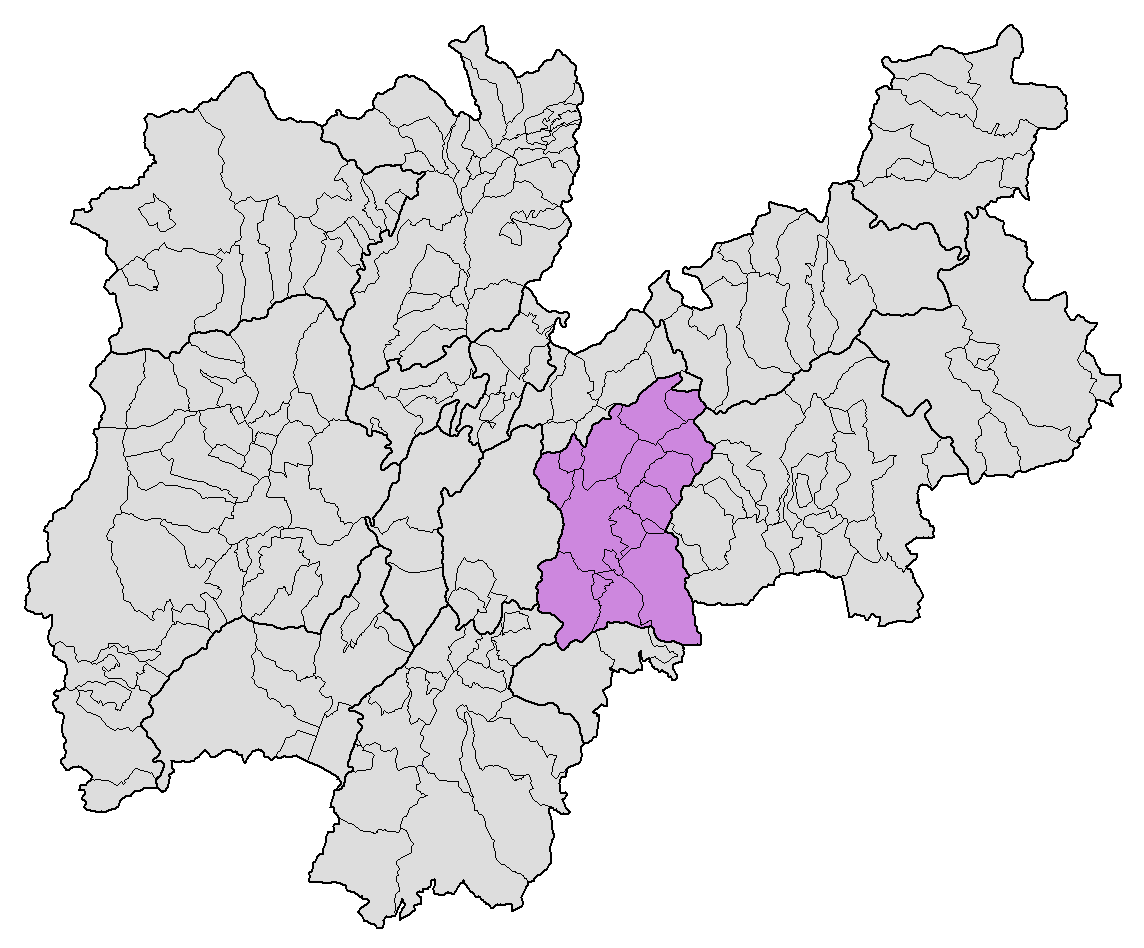
Lage der Comunità Alta Valsugana e Bersntol in der Autonomen Provinz Trient

Die Comunità Alta Valsugana e Bersntol (italienisch für Gemeinschaft Obere Valsugana und Fersental) ist eine Talgemeinschaft der Autonomen Provinz Trient. Der Gemeindeverband hat seinen Verwaltungssitz in der Gemeinde Pergine Valsugana.

## Lage
Die östlich von Trient gelegene Talgemeinschaft Obere Valsugana und Fersental umfasst die Gemeinden um die beiden Seen von Caldonazzo und Levico in der oberen Valsugana sowie die der südlich und nördlich anschließenden Seitentäler. Die beiden nördlichen Seitentäler, Pinè und Fersen, liegen an den südwestlichen Ausläufern der zu den Fleimstaler Alpen zählenden Lagorai-Kette. Der westliche und südliche Bereich der Talgemeinschaft mit der Hochebene der Vigolana und dem Centatal, das mit dem Passo della Fricca (1110 m s.l.m.) an die Talgemeinschaft der Hochebenen von Folgaria, Lavarone und Lusern grenzt, gehört dagegen zu den Vizentiner Voralpen. Auf der Hochebene von Vezzena grenzt die Talgemeinschaft östlich des Passo Vezzena (1417 m s.l.m.) an die zur Region Venetien gehörende Provinz Vicenza. 
Die Grenze zur Talgemeinschaft Valsugana und Tesino im Osten und Norden verläuft zwischen Levico Terme und Novaledo durch die Valsugana und anschließend entlang des Bergkamms, der das Fersental auf seiner Ostseite eingrenzt. Im Norden grenzt sie auch an die Talgemeinschaft des Fleims- sowie nordwestlich des Pinètals an die des Cembratals. Bei Civezzano und dem südlich davon gelegenen Bergrücken der Marzola, der die Valsugana im Westen vom Etschtal trennt, grenzt sie an das Stadtgebiet von Trient. Die Talgemeinschaft Obere Valsugana und Fersental hat eine Gesamtfläche von 360,12 km².

## Gemeinden der Comunità Alta Valsugana e Bersntol
Zur Talgemeinschaft Obere Valsugana und Fersental gehören folgende 15 Gemeinden:
| Wappen | Gemeinde                 | Bevölkerung | Höhe   | Fläche | Lage |
| ------ | ------------------------ | ----------- | ------ | ------ | ---- |
|        | Altopiano della Vigolana | 5.110       | 725 m  | 45,03  | ⊙    |
|        | Baselga di Piné          | 5.215       | 964 m  | 41,07  | ⊙    |
|        | Bedollo                  | 1.491       | 1133 m | 27,46  | ⊙    |
|        | Calceranica al Lago      | 1.395       | 465 m  | 3,39   | ⊙    |
|        | Caldonazzo               | 3.964       | 480 m  | 21,41  | ⊙    |
|        | Civezzano                | 4.209       | 469 m  | 15,52  | ⊙    |
|        | Fierozzo                 | 464         | 1127 m | 17,99  | ⊙    |
|        | Fornace                  | 1.341       | 740 m  | 7,22   | ⊙    |
|        | Frassilongo              | 352         | 852 m  | 16,68  | ⊙    |
|        | Levico Terme             | 8.253       | 506 m  | 62,83  | ⊙    |
|        | Palù del Fersina         | 158         | 1360 m | 16,65  | ⊙    |
|        | Pergine Valsugana        | 21.672      | 482 m  | 54,33  | ⊙    |
|        | Sant’Orsola Terme        | 1.117       | 925 m  | 15,36  | ⊙    |
|        | Tenna                    | 1.063       | 569 m  | 3,11   | ⊙    |
|        | Vignola-Falesina         | 198         | 984 m  | 11,95  | ⊙    |

Bevölkerung (Stand 31. Dezember 2023)
Fläche in km²

## Schutzgebiete
Auf dem Gebiet der Talgemeinschaft Valsugana e Bersntol befinden sich 17 Natura 2000 Schutzgebiete sowie 23 kommunale Biotope.